# 小行星7589
小行星7589（英語：7589）是一颗围绕太阳公转的小行星。1992年9月26日，杉江淳在Dynic发现了此天体。
这颗小行星的绝对星等为147.63833等。